# 1524 a tudományban
Az 1524. év a tudományban és a technikában.

## Születések
- szeptember 7. – Thomas Erastus svájci német orvos, teológus († 1583)

## Halálozások
- december 24. – Vasco da Gama portugál tengerész, felfedező (* 1460 vagy 1469)